# Frauenbrücke Ost-West
Die Frauenbrücke Ost-West e.V. ist eine überparteiliche Bürgerinitiative und ein Verein mit Sitz in Emsdetten. Sein Ziel ist es, Frauen aus Ost- und Westdeutschland die Möglichkeit zu bieten, Wissen und Erfahrungen auszutauschen. Bei den regionalen und überregionalen Veranstaltungen stehen das persönliche Kennenlernen, aber auch die Diskussion über gesellschaftspolitische Themen im Mittelpunkt.

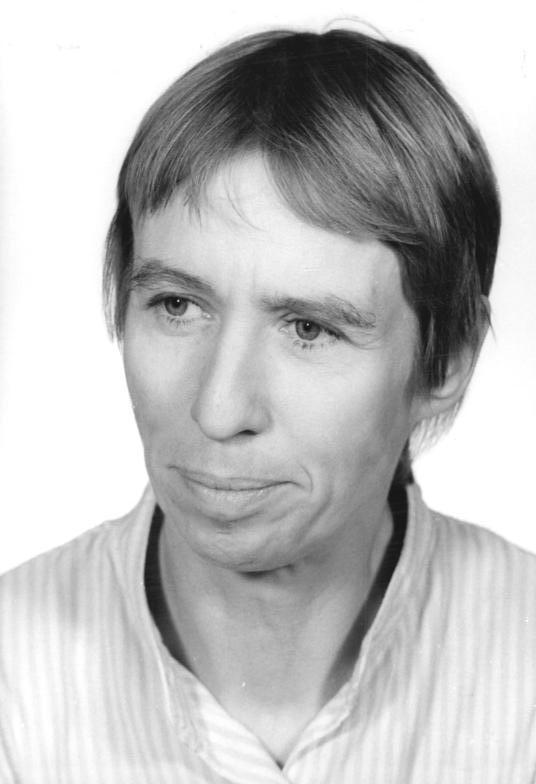
Regine Hildebrandt

## Geschichte

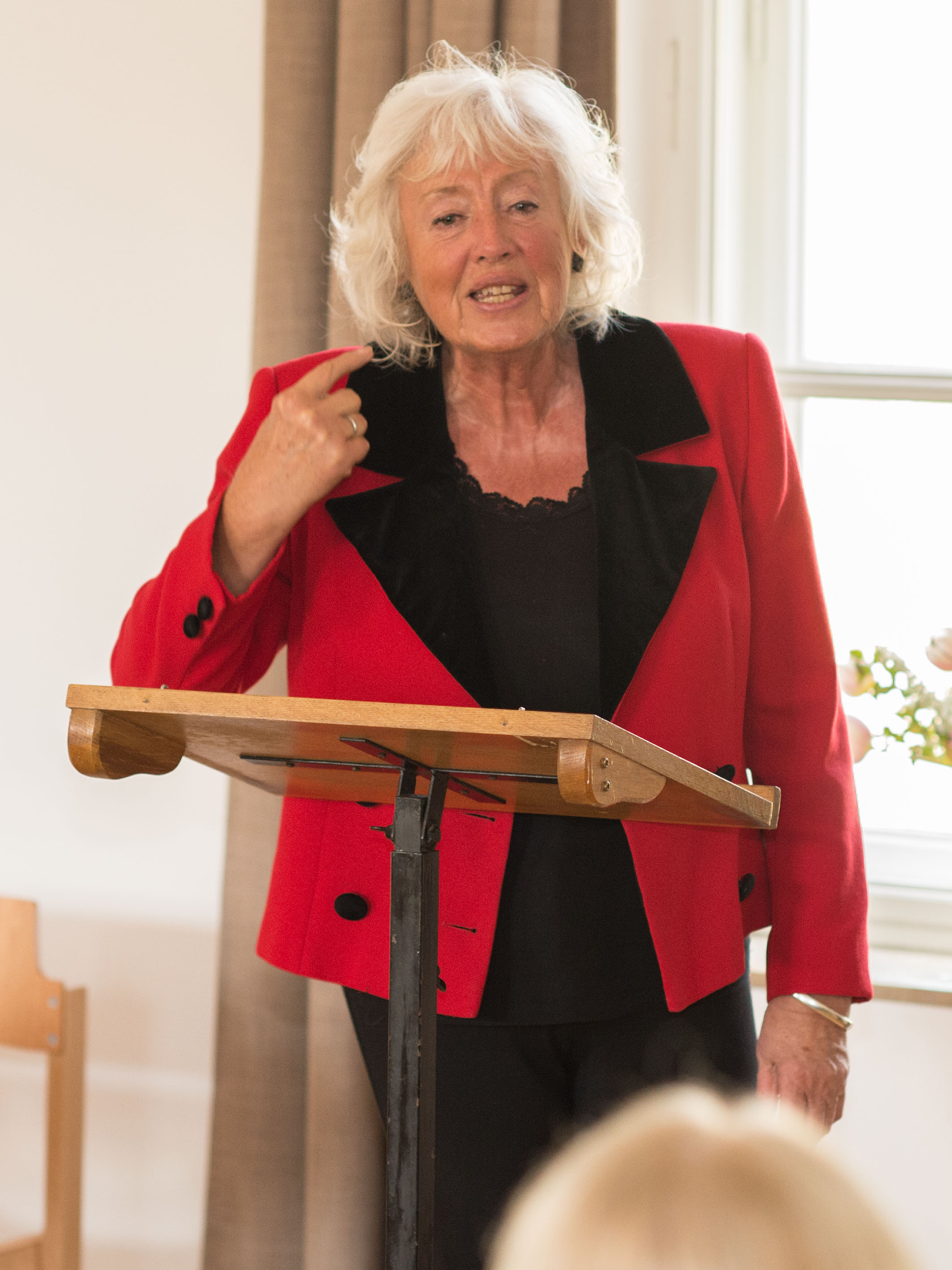
Renate Schmidt

Nach den Erfahrungen mit der Wiedervereinigung entwickelte die heutige Ehrenvorsitzende des Vereins Helga Niebusch-Gerich 1991 die Idee, einen Verein zu gründen, in der Frauen aus Ost- und Westdeutschland sich kennenlernen können. Im August 1991 übernahm die damalige Bundestagsvizepräsidentin Renate Schmidt die Schirmherrschaft, ab Oktober Regine Hildebrandt, die damalige Landesministerin für Arbeit, Soziales, Gesundheit und Frauen von Brandenburg. Am 9. April 1992 gründeten sieben Frauen aus dem Rhein-Neckar-Kreis den Verein. Die Initiatorin und erste Vorsitzende Helga Niebusch-Gerich erhielt stellvertretend für den Verein am 29. Januar 1994 die Theodor-Heuss-Medaille. Von 1995 bis 2004 war Elke Schilling Vorsitzende des Vereins.
Der Verein veranstaltet jedes Jahr drei überregionale bildungspolitische Foren, auf denen sich Frauen aus Ost und West kennenlernen und austauschen können. Hinzu kommen Lesungen und Diskussionsabende auf regionaler Ebene. Während der ersten 20 Jahre stand der innerdeutsche Dialog im Mittelpunkt, mittlerweile wendet sich der Verein auch den europäischen Themen zu.
Erste Vorsitzende des Vereins ist seit 2022 Eva Grommé, zweite ist Gudrun Conrad. Seit 2008 ist der Verein Mitglied im Deutschen Frauenrat. 2014 erhielt der Verein den Regine-Hildebrandt-Preis.

## Stiftung Frauenbrückepreis
1999 wurde die Stiftung Frauenbrückepreis gegründet, deren Ziel die Überwindung der Folgen der vierzigjährigen Trennung zwischen Ost- und Westdeutschland ist. Die Stiftung verleiht alle zwei Jahre den Frauenbrückepreis.
Preisträgerinnen:

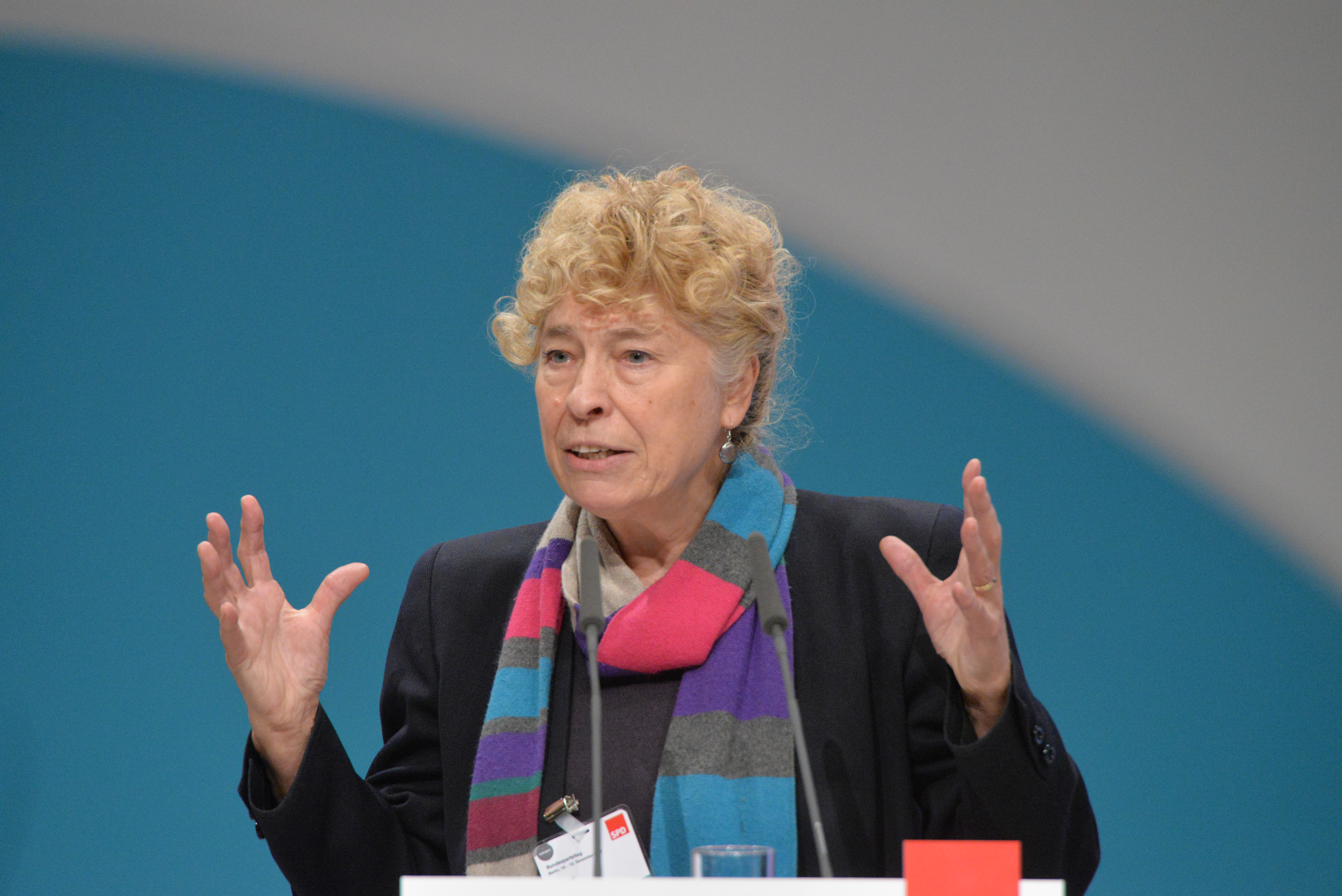
Gesine Schwan

- 1999 Ulla Braunß-Pönisch, Andrea Franke, Ines Gebhardt und Christine Bergmann
- 2002 Anke Dander, Uta Sens, Dorith Müller, Karin Richter und Karin Schubert
- 2004 Gudrun Harzbecher, Erika Korn, Angelika Plenio
- 2006 Necla Kelek, Almuth Berger
- 2008 Irmgard Wagner, Die Bundesarbeitsgemeinschaft kommunaler Frauenbüros e.V., Ingrid Mössinger
- 2010 Christine Friedrich, Katrin Rohnstock, Gesine Schwan
- 2012 Brigitte Schöpf, Lena Deuble, Susan Neiman
- 2014 Sylvie Goulard, Kinga Hartmann-Woycicka
- 2016 Catherine Trautmann und Franziska Giffey[3]
- 2018 Manfred Stolpe, Petra Reski und Ulrike Lorenz[4]

## Veranstaltungen
- Frühjahrsforum 1993 in Potsdam: Wie wir wurden, was wir sind / Gleichstellung, Verfassung, Arbeitswelt (Regine Hildebrandt, Renate Schmidt)
- Sommercamp 1993 in Chemnitz: Gewalt gegen Frauen (Frauenzentrum La Villa)
- Herbstforum 1993 in Bonn: Die deutsch-deutsche Einheit und ihre Konsequenzen für die Frauen (u. a. Regine Hildebrandt und Barbara Stiegler)

- Frühjahrforum 1994 in Staßfurt: Gleichstellung und Solidarität von Frau und Mann in Beruf und Gesellschaft (Politikerinnen aus Sachsen-Anhalt)
- Sommercamp 1994 in Flessenow (Schwerin): Wie schaffen wir frauengerechte Wirtschafts- und Arbeitsbedingungen? (Ursula Konitzer)
- Herbstforum 1994 in Dortmund: Rückhalt in der Gemeinschaft im System der DDR und Bürgerinitiativen und Vereine in der alten BRD. 20 Jahre Fraueninitiativen in Dortmund
- Frühjahrsforum 1995 in Leipzig: Hat das (Arbeits-)Recht ein Geschlecht? (Heide Pfarr)
- Sommercamp 1995 in Eisenach: Welchen Wert hat die Arbeit der Frau?/ Wie sozial ist die soziale Marktwirtschaft? (u. a. Ursula Konitzer)
- Herbstforum 1995 in Stuttgart: Ist die Würde der Frau antastbar? (Karin Schubert)

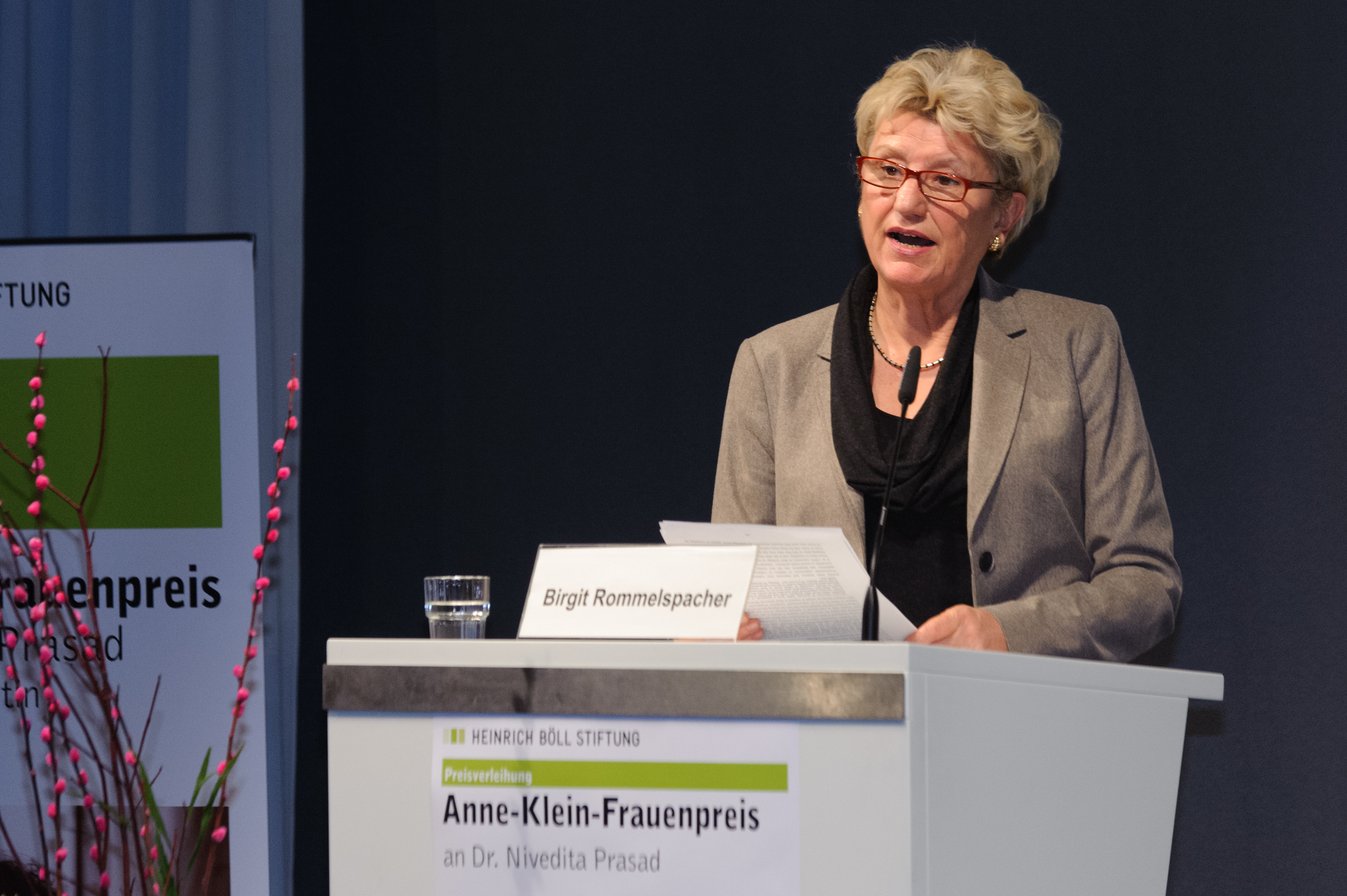
Birgit Rommelspacher

- Frühjahrsforum 1996 in Berlin: Sind wir ein Volk? (Christine Bergmann, Petra Bläss, Birgit Rommelspacher, Mechthild Rumpf)
- Sommercamp 1996 in Halle: Brauchen wir einen neuen Heldinnenmut? / Elemente und Ursprünge ostdeutscher Bürgerrechtsbewegung (u. a. Annemarie Schönherr, Hans-Joachim Maaz)
- Herbstforum 1996 in Buchholz/Nordheide: Ich und die Anderen. Solidarität und Konkurrenz unter Frauen / Frauen, Macht, Politik (u. a. Elke Plöger, Uta Würfel)
- Frühjahrsforum 1997 in Erfurt: Bin ich in guter Verfassung? Frauen und Grundgesetz (Regine Roemheld)
- Sommercamp 1997 in Nürnberg: Mehr Frauenpower in die Wirtschaft. Arbeitsplatzinnovation bei schrumpfendem Arbeitsmarkt (u. a. Renate Schmidt)
- Herbstforum 1997 in Husum: Sprache – nur ein Mittel der Verständigung? Kommunikation zwischen Ost- und Westdeutschen. Kommunikation zwischen Männern und Frauen (Gudrun Bachleitner-Held, Ricarda Wolf)
- Frühjahrsforum 1998 in Wismar: Wieviel Vater (Mutter) braucht ein Kind? (u. a. Katrin Rohnstock)
- Sommercamp 1998 in Brüssel: Besuch bei Frau Europa. Aufbau und Struktur der EU. Europäische Verträge, Vorläufer einer Verfassung (u. a. Lissy Gröner, Sabine Weyand)
- Herbstforum 1998 in Wiesbaden: Frauen in Politik und Beruf. Was macht sie erfolgreich? (Sibylle Kremer)
- Frühjahrsforum 1999 in Weimar: Einfluss und Macht(-losigkeit) von Frauen im Bild der Literatur (Sigrid Grabner, Sigrid Lange, Ulrike Müller)
- Sommercamp 1999 in Torgau/Reibitz: Der Spannungsbogen zwischen Freiheit und Verantwortung. Rosa Luxemburg, die Politikerin – Hannah Arendt, die Philosophin (Brigitte Courts, Elionore Pfeiffer)
- Herbstforum 1999 in Dortmund: Der unaufhaltsame Wandel von Frau Europa – und ihrer Töchter? Strukturwandel im Ruhrgebiet (u. a. Roland Günter, Jutta Haug)
- Frühjahrsforum 2000 in Cottbus: Steuerpolitik – Was geht mich das an? Steuergesetzgebung als Instrument politischer Gestaltung am Beispiel Energiegewinnung und Gleichstellung in Deutschland und anderen europäischen Ländern (u. a. Helga Schultz, Kaj Fölster)
- Sommercamp 2000 in Varel: Wie bekomme ich mein Recht? Rechtsstaat und Gerechtigkeit (u. a. Hannelore Kohl, Rosemarie Will)
- Herbstforum 2000 in Braunschweig: Frau Vorstandsvorsitzende – Illusion oder erreichbare Wirklichkeit? Wandel der Arbeitswelt – neue Chancen für die Frauen? Mehr Frauen in Führungspositionen – hilft das Gleichstellungsgesetz? Werden die Frauen die Gesellschaft verändern? (u. a. Katrin Amunts, Ingeborg Wender)
- Frühjahrsforum 2001 in Dresden: Das Fremde kennenlernen, um das Eigene zu finden. Die Identitätsfrage. Wer bin ich? – Wohin gehöre ich? Die Wurzeln von Zugehörigkeit und Fremdheit (Gudrun Bachleitner-Held, Sigrid Bock, Ulrike Richter, Regine Roemheld, Gabriele Soyka)
- Sommercamp 2001 in Chemnitz: Frauen und Gesundheit. Was macht uns krank? – Wie schützen wir uns? (u. a. Christine Weber, Helga Kühn-Mengel, Irmgard Nass-Griegoleit, Jutta Semler)
- Herbstforum 2001 in Heidelberg: Die Suche nach den sinnstiftenden Werten – Was fehlt, wenn alles möglich ist? (u. a. Beate Weber)

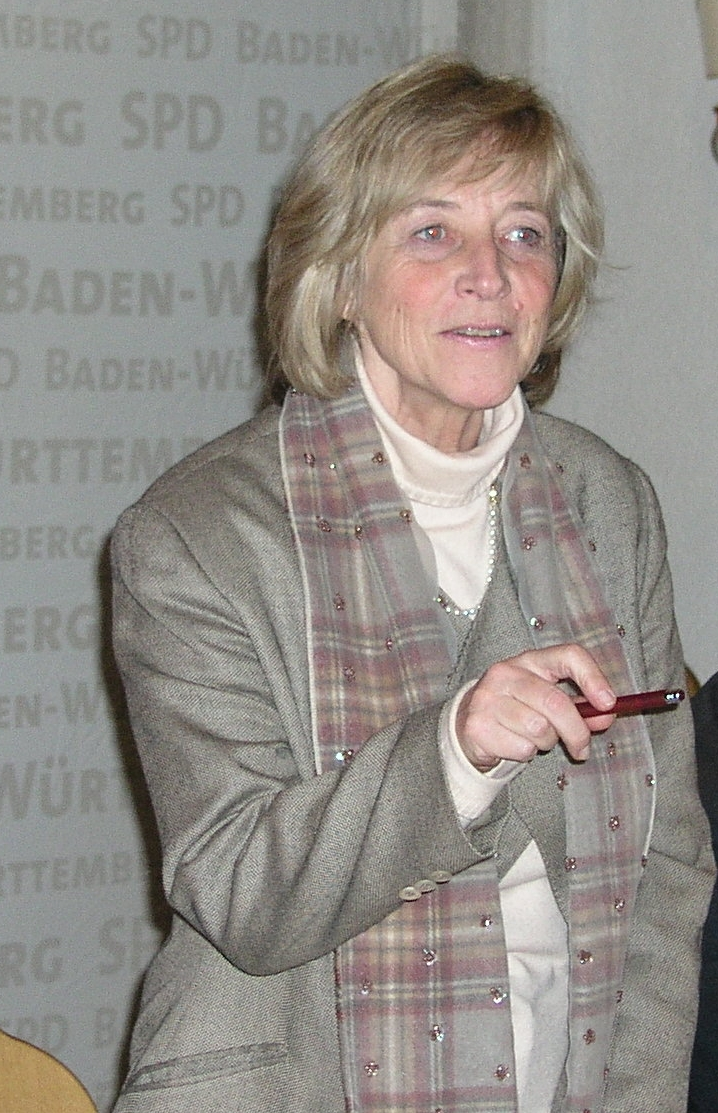
Beate Weber

- Beate WeberFrühjahrsforum 2002 in Kassel: Das Dach über dem Kopf. Frauen planen – bauen – wohnen.
- Sommercamp 2002 in Bad Reichenhall: Der steinige Weg zum Ich. Entscheidet das gelungene Erleben von Bindung und Trennung über meine Beziehungsfähigkeit? (u. a. Katrin Amunts, Bärbel Wardetzki, Agathe Israel, Elke Schilling)
- Frühjahrsforum 2003 in Potsdam: Warum verlassen Menschen ihre Heimat? Europa – ein Kontinent in steter Bewegung. Politische und wirtschaftliche Ursachen für Wanderströme seiner Bevölkerung. (u. a. Susanne Melior, Gitta Nickel, Steffi Jersch-Wenzel, Bergit Forchhammer, Claudia Kraft, Ines Sprenger)
- Sommercamp 2003 in Wismar: Eigentum verpflichtet – Welche Rechte und Pflichten gelten in der Bundesrepublik Deutschland? (u. a. Gudrun Peschutter, Marion Eckertz-Höfer, Carla Boulboullé, Karin Schubert, Regine Roemheld)
- Herbstforum 2003 in Köln: Wie beeinflussen die Medien unsere Denk- und Lebensweisen? (u. a. Svetlana Jebrak, Susanne Keunecke, Barbara Sichtermann)
- Frühjahrsforum 2004 in Jena: Schöne neue Welt und die Würde des Menschen. Die Gentechnik – Gefahr und Chance für unser Leben? (u. a. Katharina Spanel-Borowski)
- Sommercamp 2004 in Frankfurt (Oder): Wovon leben wir in Deutschland? – Und gemeinsam in Europa? Wirtschaftliche Strukturen der Industrie- und Kommunikationsgesellschaft (u. a. Gudrun Peschutter, Solange Olszewska)
- Herbstforum 2004 in Potsdam: Deutschland 2004 - 15 Jahre nach Öffnung der Mauer. Das Fundament für unsere Zukunft (u. a. Manfred Stolpe, Karin Schubert, Egon Bahr, Almuth Berger, Petra Kabus)
- Frühjahrsforum 2005 in Trier: Grenzenlos: Leben, lernen und arbeiten in der europäischen Nachbarschaft und am anderen Ende des Kontinents (u. a. Angelica Schwall-Düren)
- Sommercamp 2005 in Passau: Eine gemeinsame Verfassung für die 25 Nationalstaaten der EU – Brücke über unterschiedliche Geschichten und kulturelle Prägungen? (u. a. Caroline Y. Robertson von Trotha, Solange Olszewska, Marion Eckertz-Höfer, Karin Junker)
- Herbstforum 2005 in Sellin: Die demographische Frage – wie machen wir unsere Gesellschaft zukunftsfähig? (u. a. Kerstin Kassner, Irene Dölling, Birgit Fischer)
- Frühjahrsforum 2006 in Münster: Die Geschichte von Krieg und Frieden in Europa und ihre Auswirkungen auf die Gegenwart (u. a. Wendela-Beate Vilhjamsson, Marianne Müller-Brettel)
- Sommercamp 2006 in Dessau: Das kulturelle Gedächtnis in Deutschland – Bausteine für Identität (u.a. Uta Hengelhaupt, Barbara Breysach, Isabel Pfeiffer-Poensgen)
- Herbstforum 2006 in Hannover: Von der Frauenbewegung zur Geschlechterdemokratie? Visionen und Strategien für eine zukunftsfähige Gesellschaft (u. a. Sabine Kröner, Ingrid Lange, Ursula G.T. Müller)
- Frühjahrsforum 2007 in Bautzen: Demokratie – das faire Aushandeln von Interessen (u. a. Antje Hermenau)
- Sommercamp 2007 in Bamberg: Im Widerstreit der Kulturen: Das Menschenbild im demokratischen Rechtsstaat (u. a. Andreas Starke, Karin Schubert, Christa Dommel, Anne Debus)
- Herbstforum 2007 in Strasbourg: Europa – Zukunftslabor? (u. a. Evelyn Gebhardt)
- Frühjahrsforum 2008 in Zeuthen/Berlin: Die Welt im Wandel – Mensch und Umwelt im Zeitalter der Globalisierung (u. a. Ursula G. T. Müller, Barbara Unmüßig, Mechthild Rawert)
- Sommercamp 2008 in Schwerin: Europa öffnet sich – Wer schützt die Würde der Frau? (u. a. Wolfram Friedersdorff, Christa Stolle, Margret Seemann, Monika Gerstendörfer)
- Herbstforum 2008 in Mannheim: Arbeit und soziale Sicherheit für Frauen in Europa
- Frühjahrsforum 2009 in Plauen: Mehr Freiheit wagen! Die friedliche Revolution von 1989 (u. a. Gerd Neumann, Reglindis Rauca, Ines Langelüddecke)
- Sommercamp 2009 in Koblenz/Valendar: Die Stärken des Alters. Chancen für Politik und Gesellschaft (u. a. Marie-Theres Hammes-Rosenstein, Ursula Lehr, Jutta Rump, Roswitha Verhülsdonk)

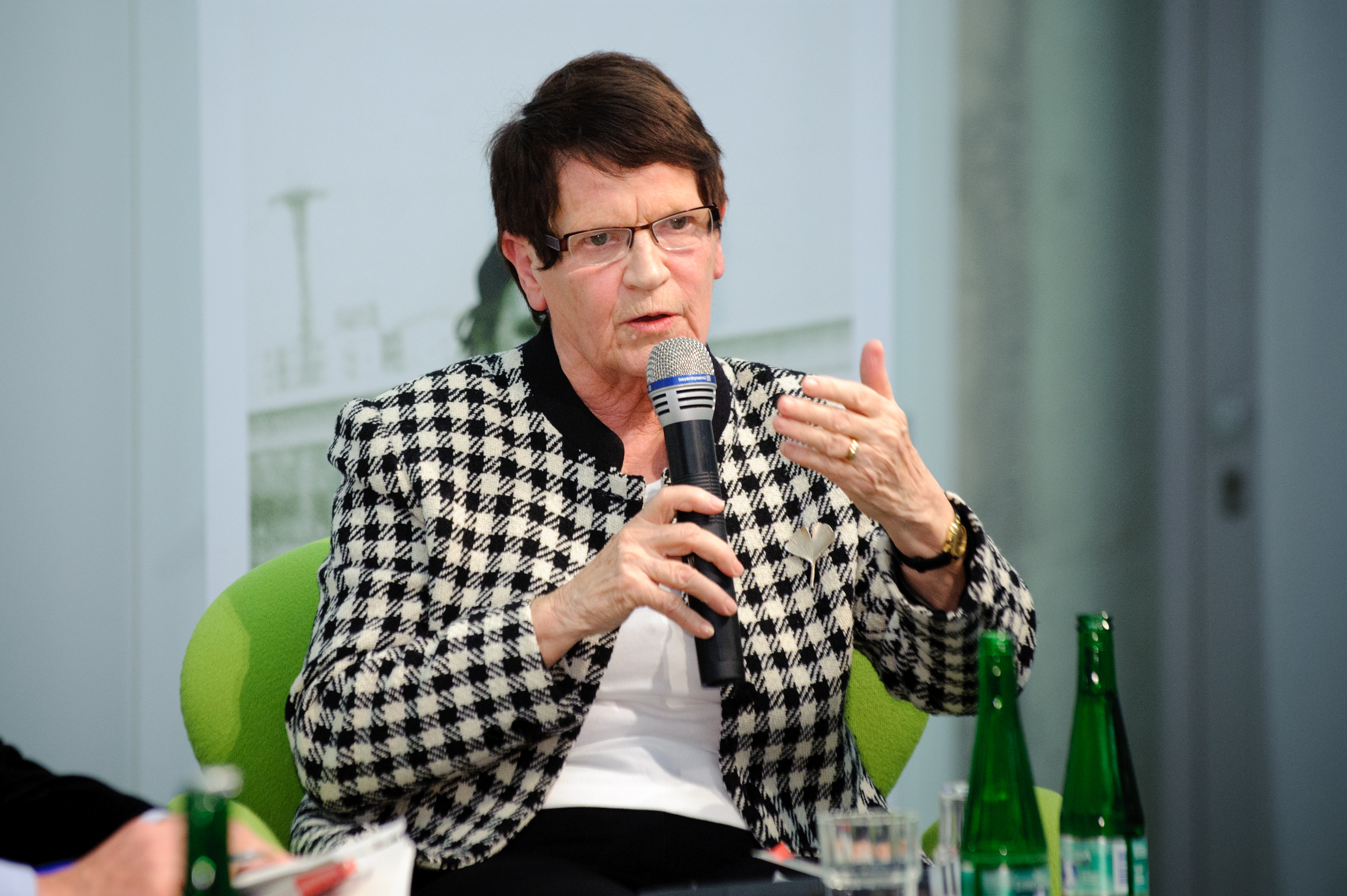
Rita Süssmuth

- Rita SüssmuthHerbstforum 2009 in Hamburg: Sind wir auf dem rechten Weg? Grenzen der Demokratie (u. a. Dietrich Wersich, Rita Süssmuth, Andrea Röpke, Astrid Rothe-Beinlich)
- Frühjahrsforum 2010 in Augsburg: Frauen! Frieden! Freiheit! Der Einfluss der Religionen auf Demokratie und Gleichstellung (u. a. Elif Özmen, Brigitte Bertelmann, Alexandra Caspari, Benedikta Hintersberger)[5]
- Sommercamp 2010 in Gronów (Polen): Verstehen – Versöhnen. Deutsche und Polen in Vergangenheit, Gegenwart und Zukunft (u. a. Brigitte Jaeger-Dabek, Joanna Senyszyn)
- Herbstforum 2010 in Potsdam: 20 Jahre Deutsche Einheit?! Rückblicke – Ausblicke (u. a. Heilgard Asmus, Anja Kofbinger, Tanja Stern, Petra Heß, Dagmar Ziegler)
- Frühjahrsforum 2011 in Speyer: Auf der Suche nach Sicherheit im Europa des Friedens (u. a. Hansjörg Eger, Ruth Weiss, Barbara Lochbihler, Kira Stein)
- Sommercamp 2011 in Halberstadt: Solidarität und Menschenwürde im Zeitalter unbegrenzter medizinischer Möglichkeiten (u. a. Andreas Henke, Beate Bröcker, Gabriele Kaczmarczyk)
- Herbstforum 2011 in Bremen: Chancengleichheit und Vielfalt. Wie machen wir Bildung zukunftsfähig? (u. a. Anja Stahmann)
- Frühjahrsforum 2012 in Chemnitz: 20 Jahre Frauenbrücke Ost-West – Erinnern oder Verdrängen? Gemeinsam Zukunft gestalten im Bewusstsein deutscher Vergangenheit
- Herbstforum 2012 in Wuppertal: Blühende Landschaften und Wohlstand für alle – Wunsch oder Wirklichkeit? (u. a. Peter Jung, Angelica Schwall-Düren, Ingrid Arndt-Brauer)
- Frühjahrsforum 2013 in Frankfurt/Main: Wie offen ist die demokratische Gesellschaft?
- Sommercamp 2013 in Görlitz: Global denken – lokal handeln. Was bedeutet Nachhaltigkeit heute? (u. a. Gisela Kallenbach)
- Herbstforum 2013 in Erfurt: National und radikal – Rechte Tendenzen in Europa (u. a. Tamara Thierbach, Andreas Speit, Dorothea Marx, Britta Schellenberg)
- Frühjahrsforum 2014 in Fürth: Frauenleben und Gleichstellung im vereinten Europa (u. a. Thomas Jung, Felicitas Sagebiel, Elke Schilling)
- Sommercamp 2014 in Neubrandenburg: Grenzenlose Freizügigkeit?! Arbeiten im vereinten Europa (u. a. Gisela Notz)
- Frühjahrsforum 2015 in Aachen: Wie beeinflussen Frauen Politik und Wirtschaft in Europa? (u. a. Marcel Philipp, Brigitte Triems, Daniela Jansen, Sabine Verheyen, Henrike von Platen)
- Sommercamp 2015 in Magdeburg: 25 Jahre Deutsche Einheit – Sind wir ein Volk?
- Herbstforum 2015 in Schwäbisch Hall: Die dritte Macht!? – Bürgerschaftliches Engagement in Europa (u. a. Ingeborg Gräßle, Pierette Herzberger-Fofana, Annette Sawade)

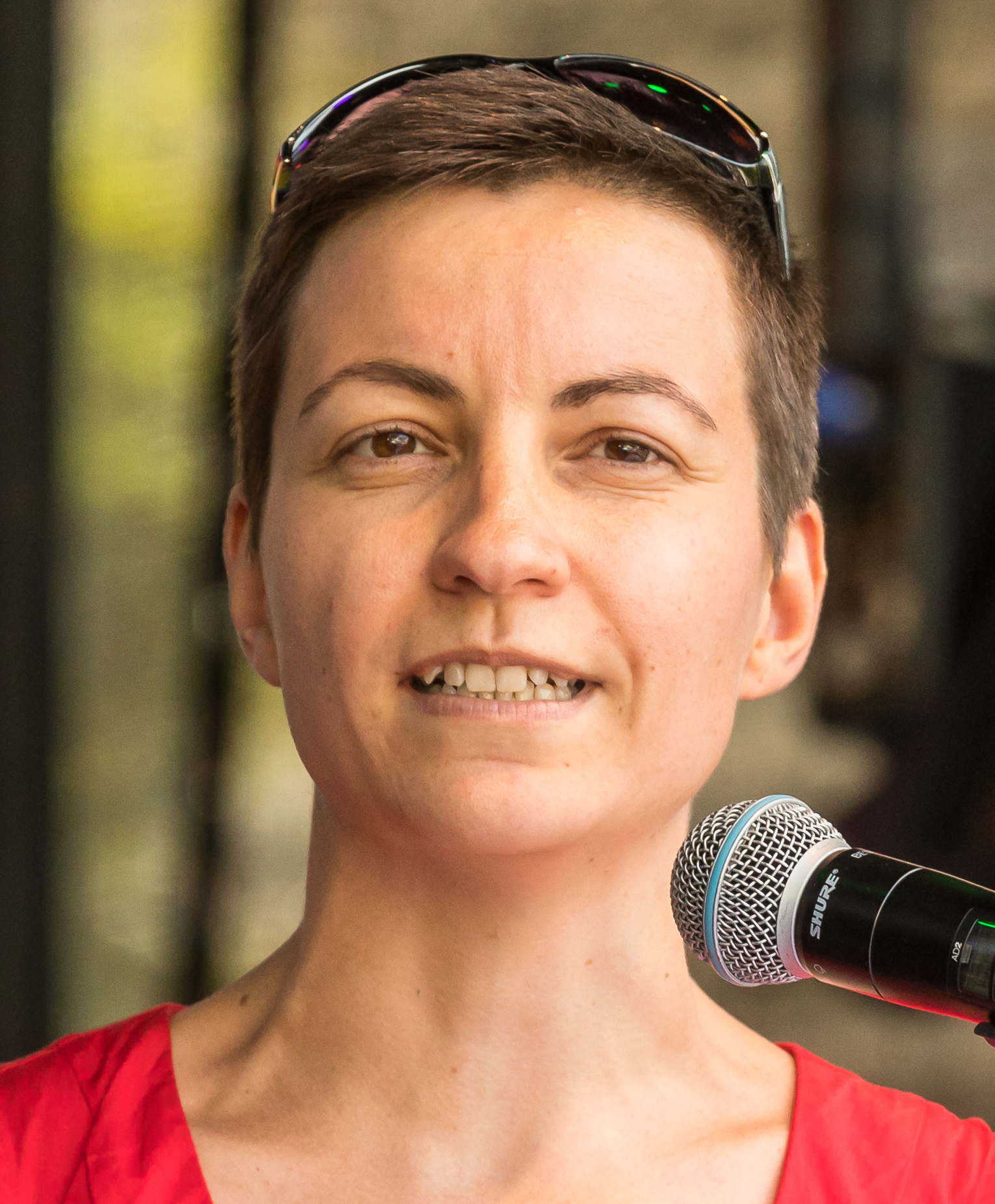
Ska Keller

- Ska KellerFrühjahrsforum 2016 in Leipzig: Krieg – Flucht – Asyl früher und heute. Wie beeinflusst die Zuwanderung Politik und Gesellschaft? (u. a. Godula Kosack, Daniela Kolbe)
- Herbstforum 2016 in Krzyżowa (Kreisau, Polen): Vom Kreisauer Kreis lernen – Europas Zukunft neu denken. (u. a. Sabine Kröner, Birgit Sippel)
- Frühjahrsforum 2017 in Bocholt: Frauen bauen Brücken in Europa (u. a. Peter Nebelo, Senay Duzcu)
- 8. April 2017 in Potsdam: Die innere Einheit aus Frauensicht – Gespräch mit Iris Gleicke
- Sommercamp 2017 in Würzburg: Frauen in der Arbeitswelt 4.0 – Potentiale und Risiken
- Herbstforum 2017 in Rostock: Schnittstelle Europa – Die Rolle Deutschlands und der Nachbarn in der Welt (u. a. Stefanie Drese, Ulrike Merten-Hamann, Iris Hoffmann)
- Frühjahrsforum 2018 in Wittenberg: Frauen und Reformation (u. a. Torsten Zugehör, Carola Ritter, Oskar Reichmann)
- Herbstforum 2018 in Leck: Europäische Erzählungen – Grenzerfahrungen und Zukunftsideen (u. a.Tove Malloy, Anke Spoorendonk, Claudia Knauer, Ska Keller)
- Frühjahrsforum 2019 in Weimar: 100 Jahre Frauenwahlrecht (u. a. Peter Kleine, Anne Urschll, Ulrike Müller, Kristina Seel)
- Sommercamp 2019 in München: Armut / Bedingungsloses Grundeinkommen – Wovon können wir leben? (u. a. Nese Sevsay-Tegethoff, Anna Droste-Franke)
- Herbstforum 2019 in Bielefeld: Wirtschaft und DAX-Unternehmen / Frauen in Führungspositionen
- Herbstforum 2020 in Joachimsthal: Von Brücken und Mauern – 30 Jahre Wiedervereinigung aus Frauenperspektive
- Herbstforum 2021 in Halle: Jüdische Lebenswelten in Deutschland
- Frühjahrsforum 2022 in Chemnitz: Gesellschaft im Wandel I: Digitalisierung – (k)ein Frauenthema?!
- Herbstforum 2022 in Lübeck: Gesellschaft im Wandel II: Mein Zuhause ein Luxusgut?! Wie werden wir in Zukunft leben?[1]
- Frühjahrsforum 2023 in Bonn: Frau sein in Zeiten multipler Krisen
- Herbstforum 2023 in Weißwasser: Energiewende und Strukturwandel – Wie wird feministische Transformation organisiert?
- Frühjahrsforum 2024: aus organisatorischen Gründen ausgefallen
- Herbstforum 2024 in Greifswald: Nachhaltigkeit über Jahrzehnte – Generationen und der Klimawandel

## Veröffentlichungen
- Frauenbrücke Ost-West (Hg.): Denk ich an Deutschland ...: 20 Jahre Mauerfall, 20 Jahre Wiedervereinigung aus weiblicher Sicht, Trier 2009, ISBN 978-3-89968-126-0.
- 15 Jahre FRAUENBRÜCKE OST-WEST, 2007
- 10 Jahre FRAUENBRÜCKE OST-WEST, Festschrift 2002
- Auf dem Weg nach Europa, Jahrbuch 2000
- Frauen Brücken Bauen, Jahrbuch 1997
- Ost- und Westdeutsche begegnen sich, 1994 (Broschüre).